# William Ramsay
William Ramsay (ur. 2 października 1852 w Glasgow w Szkocji, zm. 23 lipca 1916 w High Wycombe, w hrabstwie Buckinghamshire w Anglii) – brytyjski chemik i fizyk, członek Royal Society od roku 1888, laureat Nagrody Nobla w dziedzinie chemii w roku 1904 za odkrycie gazów szlachetnych w powietrzu i ustalenie miejsca tych pierwiastków w układzie okresowym.

## Życiorys

### Dzieciństwo i młodość
William Ramsay był synem Catheriny z domu Robertson i inżyniera budownictwa,  Williama Ramsaya seniora, oraz bratankiem geologa, sir Andrew Ramsay (Medal Wollastona w roku 1871). Uczył się i studiował do roku 1870 w Glasgow – miejscu urodzenia. Otrzymał BS w dziedzinie chemii organicznej w University of Glasgow.

Kwas o-toluilowy (o-metylobenzoesowy)

W latach 1870–1872 studiował w Niemczech, w Uniwersytecie w Heidelbergu u Roberta Bunsena i w Uniwersytecie w Tubindze u Rudolfa Fittiga (zob. reakcja Wurtza-Fittiga). Doktorat z chemii otrzymał w roku 1872.

### Praca zawodowa

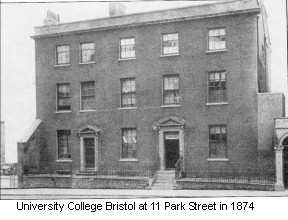
University College, Bristol w roku 1876

Po doktoracie Ramsay wrócił do Glasgow. Początkowo został zatrudniony na stanowisku asystenta w Anderson College (od roku 1964 część University of Strathclyde), gdzie w latach 1872–1880 uczył chemii stosowanej (zob. nauki stosowane), a następnie od roku:
- 1875 – pracował równocześnie, na analogicznym stanowisku, w University of Glasgow,
- 1880 – był profesorem chemii w University College, Bristol (uczelnia przekształcona w roku 1909 w University of Bristol), w którym pełnił też funkcję Principal of the College (od 1881),
- 1887 (do przejścia na emeryturę w roku 1913) – był profesorem chemii nieorganicznej i kierownikiem wydziału w University College London.

## Zakres badań
Stopień doktora W. Ramsay otrzymał na podstawie pracy na temat kwasu o-toluenowego i jego pochodnych (1872). W kilku następnych latach prowadził również inne badania z zakresu chemii organicznej, np. właściwości (m.in. fizjologicznego oddziaływania) produktów rozkładu alkaloidów chininy (wspólnie z J.J. Dobbie, 1878/1879), pikoliny i innych pochodnych pirydyny (którą zsyntetyzował w roku 1876).
W latach 80. interesował się przede wszystkim chemią fizyczną, w tym m.in. właściwościami gazów i cieczy, np. napięciem powierzchniowym (głównie w stanie krytycznym), przemianami fazowymi (np. parowanie i dysocjacja termiczna propanolu (wspólnie z S. Youngiem, 1886–1889), stechiometrią, termodynamiką chemiczną, strukturami minerałów bizmutowych.
Najbardziej znane prace dotyczyły gazów szlachetnych.
W roku 1894, wspólnie z Lordem Rayleighem, odkrył w powietrzu pierwszy z nich – argon, a w roku 1895, wspólnie z F. Soddym, stwierdził występowanie helu w jednej z odmian uraninitu (kleweit). Doświadczalnie potwierdził hipotezę Marii i Pierre'a Curie, dotyczącą przyczyn promieniotwórczości, wykazując obecność helu w produktach rozpadu preparatu radu. Wraz z M. Traversem doprowadził do wyodrębnienia z powietrza w roku 1898 neonu, kryptonu i ksenonu. Za odkrycie gazów szlachetnych w powietrzu i ustalenie miejsca tych pierwiastków w układzie okresowym otrzymał Nagrodę Nobla w dziedzinie chemii w roku 1904.
William Ramsay wniósł również wkład w opracowanie procesu podziemnego zgazowania węgla kamiennego („gazyfikacja węgla”), kontynuując badania, których inicjatorami byli bracia Siemens (1868). Po dwudziestu latach podjął je znajomy Ramsaya, rosyjski chemik Dmitrij Mendelejew, znany przede wszystkim jako twórca prawa okresowości pierwiastków). Mendelejew, który  opracowywał teoretyczne podstawy tego procesu, pisał w tym czasie:

…nastąpi z czasem nawet taka epoka, że węgla nie będzie się wydobywać z ziemi, a tam w ziemi będzie przekształcany w gazy palne, które rurociągami będą przesyłane na dalekie odległości.

William Ramsay zajmował się tym problemem w latach 1910−1915, przygotowując pierwszy eksperyment podziemnego zgazowania węgla w złożu, do którego prowadziły pojedyncze odwierty (zob. kopalnia otworowa). Realizację eksperymentu uniemożliwił wybuch I wojny światowej.

## Publikacje (wybór)
Jest autorem licznych książek, m.in.:
- A System of Inorganic Chemistry (1891)
- The Gases of the Atmosphere (1896)
- Modern Chemistry (1900, 2 tomy)
- Introduction to the Study of Physical Chemistry (1904)
- Elements and Electrons (1913)

## Odznaczenia i wyróżnienia
Został członkiem Royal Society w roku 1888. Otrzymał m.in.
- 1895 – Davy Medal
- 1902 – Order Łaźni, Knight Commander
- 1904 – Nagroda Nobla w dziedzinie chemii
- 1907 – Matteucci Medal
- Pour le Mérite, Knight
- Order Korony Włoch, Komandor,
- Legia Honorowa, Oficer,

a także Longstaff Medal od Royal Society of Chemistry, Barnardo Medal od Smithsonian Institution, złoty Medal A.W. Hoffmanna.
Był członkiem honorowym kilkunastu narodowych Akademii Nauk i wielu stowarzyszeń naukowych, Doktorem HC University of Dublin.

## Życie osobiste
William Ramsay lubił podróże i naukę języków obcych. Był uzdolnionym pianistą, kompozytorem i poetą. W roku 1881 poślubił Margaret Buchanan, córkę Georga Stevensona Buchanana. Mieli jednego syna i jedną córkę.